# La casa de papel
Pour les articles homonymes, voir Papel.
Berlin (série télévisée)
La casa de papel (prononcé : [la ˈkasa de paˈpɛl]) ou La Maison de papier au Québec, est une série télévisée espagnole créée par Álex Pina, produite entre 2017 et 2021.
Elle est d'abord diffusée pour la première saison, entre le 2 mai 2017 et le 23 novembre 2017 sur la chaîne Antena 3 en Espagne.
Dans le reste du monde, la diffusion de la première saison – en deux parties – débute le 20 décembre 2017 sur Netflix et connaît un très grand succès mondial. La deuxième saison, exclusive à Netflix, est composée des troisième, quatrième et cinquième parties. Les troisième et quatrième parties sortent respectivement le 19 juillet 2019 et le 3 avril 2020. Les cinq premiers épisodes de la cinquième et dernière partie sont diffusés sur Netflix le 3 septembre 2021 tandis que les cinq derniers épisodes sont diffusés le 3 décembre 2021.

## Synopsis
Un homme mystérieux, surnommé le Professeur, planifie le braquage le plus audacieux jamais réalisé. Pour exécuter son plan, il recrute huit des meilleurs malfaiteurs en Espagne qui n'ont rien à perdre.
Le but est d'infiltrer la Fabrique nationale de la monnaie afin d'imprimer 2,4 milliards d'euros, en petites coupures de 50 € et cela en moins de onze jours, sans victimes — malgré la présence de 67 otages, dont la fille de l'ambassadeur du Royaume-Uni, Alison Parker, et sans qu’il y ait de relations amoureuses entre les braqueurs… Le Professeur demande aussi aux membres de la bande de se choisir un pseudonyme à partir de noms de ville : Tokyo, Rio, Berlin, Denver, Nairobi, Oslo, Helsinki et Moscou.
Lors de la deuxième saison (composée des parties 3, 4 et 5), le Professeur reprend un projet imaginé par son demi-frère, Berlin, avant le premier braquage. Le but est d'infiltrer la Banque d'Espagne afin de dérober 90 tonnes d'or et de sauver un des leurs, Rio, emprisonné et torturé illégalement par la police espagnole, qui garde le secret sur ses actes. Ce second braquage permet aussi au professeur de rendre hommage à Berlin.

## Distribution

### Personnages principaux
- Álvaro Morte (VFB : Sébastien Hébrant) : Sergio Marquina, dit « le Professeur » (« El Profesor »), également appelé Salvador « Salva » Martín lors des parties 1 et 2
- Úrsula Corberó (VFB : Cathy Min Jung) : Silene Oliveira, dite « Tokyo », également narratrice
- Itziar Ituño (VFB : Fabienne Loriaux) : Raquel Murillo ou inspectrice Murillo, également dite « Lisbonne » à partir de la partie 3
- Pedro Alonso (VFB : Erwin Grünspan) : Andrés de Fonollosa, dit « Berlin »
- Alba Flores (VFB : Sophie Landresse) : Agata Jimenez, dite « Nairobi »
- Miguel Herrán (VFB : Olivier Prémel) : Anibal Cortés, dit « Rio »
- Jaime Lorente (VFB : Antoni Lo Presti) : Ricardo Ramos (jusqu'à la saison 4), puis Daniel Ramos, dit « Denver »
- Paco Tous (VFB : Jean-Michel Vovk) : Agustin Ramos, dit « Moscou », père de « Denver » (principal parties 1 et 2, apparitions parties 3, 4 et 5)
- Darko Perić (VFB : Patrick Waleffe) : Mirko Dragić, dit « Helsinki »
- Esther Acebo (VFB : Myriem Akheddiou) : Mónica Gaztambide, dite « Stockholm » à partir de la partie 3
- María Pedraza (VFB : Héléna Coppejans) : Alison Parker, otage et fille de l'ambassadeur du Royaume-Uni (parties 1 et 2)
- Enrique Arce (VFB : Franck Dacquin) : Arturo Román, directeur de la Fabrique nationale de la monnaie et du timbre, surnommé « Arturito » par Berlin, Denver et Helsinki (principal parties 1 à 4)
- Kiti Mánver (VFB : Myriam Thyrion) : Mariví, mère de Raquel (récurrente parties 1 et 2, apparitions parties 3 et 4)
- Rodrigo de la Serna (VFB : Nicolas Matthys) : Martín Berote, dit « Palerme » (parties 3 à 5)
- Hovik Keuchkerian (VFB : Martin Spinhayer) : Santiago López, dit « Bogota » (parties 3 à 5)
- Najwa Nimri (VFB : Colette Sodoyez) : Alicia Sierra, négociatrice de la police (parties 3 à 5)
- Luka Peros (VF : lui-même) : Yakov, dit « Marseille » (parties 4 et 5, récurrent partie 3)
- Belén Cuesta (VFB : Célia Torrens) : Julia, dite « Manille », fausse otage (parties 4 et 5, récurrente partie 3)
- Fernando Cayo (VFB : Simon Duprez) : colonel Luis Tamayo (parties 4 et 5, récurrent partie 3)

### Personnages secondaires
- Roberto García (es) : Radko Dragić, dit « Oslo » (récurrent parties 1 et 2, apparitions parties 3 et 4)
- Fernando Soto (VFB : Philippe Résimont) : Ángel Rubio (récurrent parties 1, 2 et 5, apparitions parties 3 et 4)
- Mario de la Rosa (VFB : Steve Driesen) : lieutenant Suárez
- Juan Fernández Mejías : colonel Alfonso Prieto (récurrent parties 1 à 3, apparitions partie 4)
- Miquel García Borda (it) (VF : Grégory Praet puis Pierre Bodson) : Alberto Vicuña, ex-mari de Raquel, membre de la police scientifique (parties 1 et 2, apparition parties 4 et 5)
- Clara Alvarado (VFB : Julie Basecqz) : Ariadna Cascales, otage principale de Berlin (parties 1 et 2)
- Anna Gras : Mercedes Colmenar, otage et enseignante (parties 1 et 2)
- Pep Munné (VFB : Michel Hinderyckx) : gouverneur de la Banque d'Espagne (parties 3 à 5)
- José Manuel Poga (VFB : Arnaud Crèvecoeur) : César Gandía, chef de la sécurité de la Banque d'Espagne (parties 3 à 5)
- Ahikar Azcona (VFB : Maxime Van Santfoort) : Matías Caño, dit « Pampelune », faux otage et braqueur (parties 3 à 5)
- Carlos Suarez (VFB : Alexandre Crépet) : Miguel Fernández, otage (parties 3 à 5)
- Olalla Hernández (VFB : Ludivine Deworst) : Amanda, otage (parties 3 à 5)
- Antonio Romero (VFB : Pierre Le Bec) : Benito Antoñanzas, policier (parties 3 à 5)

### Autres personnages récurrents
- Fran Morcillo : Pablo Ruiz, otage adolescent (partie 1)
- Naia Guz (VFB : Héléna Coppejans) : Paula Vicuña Murillo, fille de Raquel et Alberto (récurrente parties 1 et 2, apparitions parties 3 et 4)
- Xabi Ortuzar (VFB : Arnaud Crèvecoeur) : Gomez (partie 2)
- Mikel Bustamante (VFB : Frédéric Clou) : Martinez, policier (depuis la partie 3)
- Mari Carmen Sánchez (VFB : Stéphane Excoffier) : Paquita, otage (parties 3 à 5)
- Diana Gómez (VF : Claire Tefnin) : Tatiana de Fonollosa , épouse de Berlin (parties 3 à 5)
- Ramón Agirre (VFB : Jean-Paul Landresse) : Benjamín (parties 4 et 5)
- Patrick Criado (VFB : Maxym Anciaux) : Rafael, fils de Berlin (partie 5)
- José Manuel Seda (VFB : Pierre Lognay) : Sagasta (partie 5)
- Miguel Ángel Silvestre : René, amant de Tokyo avant sa rencontre avec le professeur (partie 5)
- Jennifer Miranda : Arteche (partie 5)

 Source et légende :
- Version française:
  - Société de doublage : Khobalt
  - Direction artistique : Dominique Wagner, Cécile Florin, Erwin Grünspan
  - Adaptation des dialogues : Jean-Christophe Léger (saison 1), Eugénie Delporte, Des images et des mots

Version française (VF) sur Allodoublage

## Production

### Développement
La série est créée et coproduite par Álex Pina, qui a quitté la STL en 2016 pour fonder la société Vancouver Media avec l'objectif de faire preuve d'innovation dans le développement de fictions pour la télévision.
Il a fallu plus de trois mois et une quarantaine de professionnels pour construire les décors de l’intérieur de la fabrique (hall d’entrée, imprimerie, bureaux et chambres fortes).

#### Communication
Pour le lancement de la troisième partie, une campagne de communication importante est réalisée, surtout à Paris. On retrouve notamment le masque de Jenazouh, représentant Salvador Dalí, dans plusieurs unes et dernières pages de la presse française avec le message « La resistencia compte sur vous ». Les portraits des différents acteurs avaient également été affichés dans diverses gares parisiennes, aussi pour créer l’engouement autour de la sortie de cette saison tant attendue.
Le volume un de la cinquième partie sort le 3 septembre 2021, disponible sur la plateforme Netflix comme les parties précédentes. Sa première bande-annonce est mise en ligne le 2 août 2021 et se termine par la phrase finale : « Lutter sans cesse, ne jamais se rendre ».

### Tournage

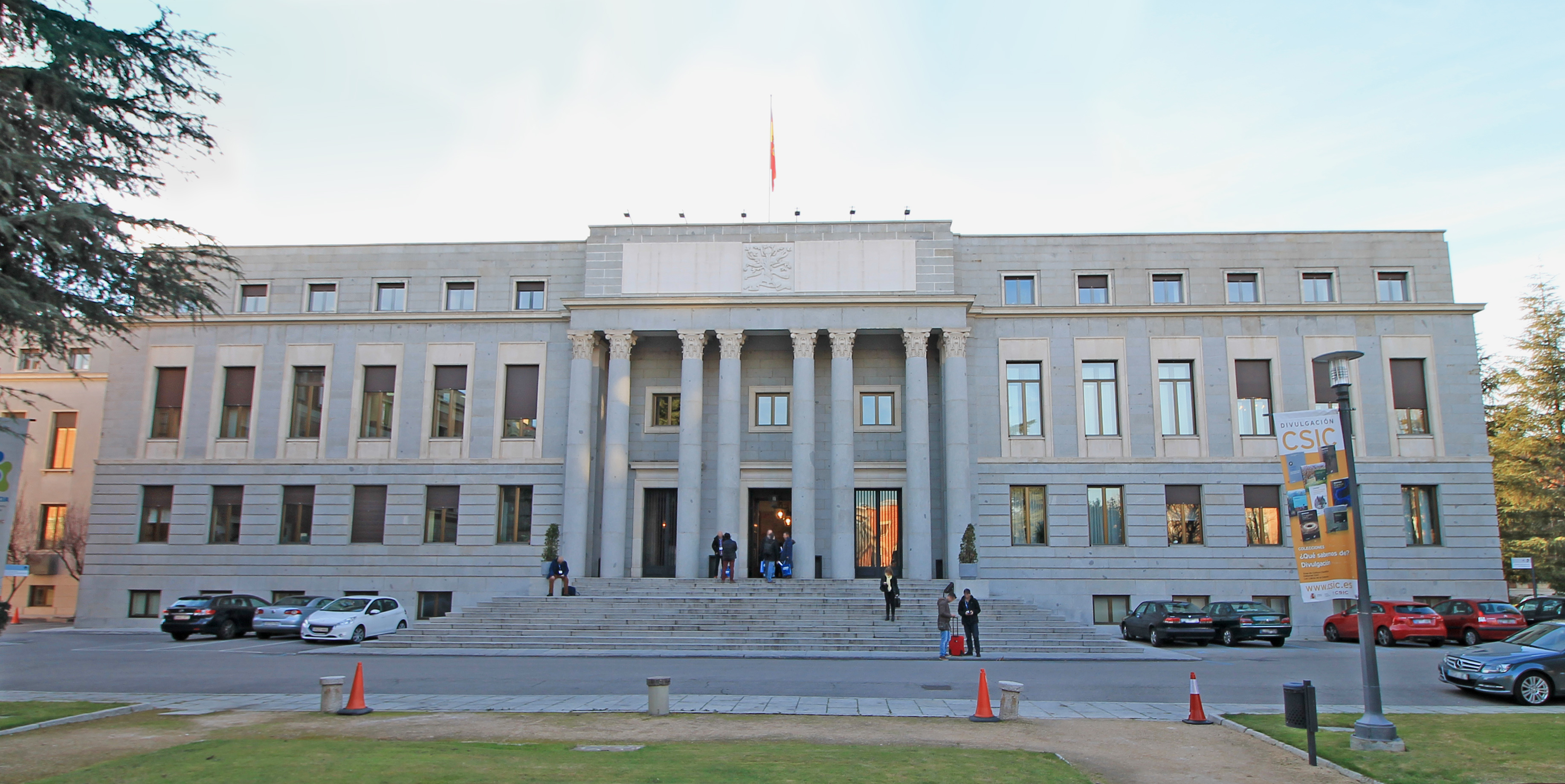
Façade de la Fabrique de la monnaie et du timbre utilisée dans la série.

L’ensemble du tournage de la série s’est déroulé en l’espace de quatre ans, entre janvier 2017 et mai 2021.
La production de La casa de papel dure quatre mois, de janvier à avril 2017, pour tourner et monter les premiers épisodes tandis que le tournage de la partie 5 dure 11 mois, de juillet 2020 à mai 2021, mais ce dernier est retardé par la pandémie de COVID-19.

### Fiche technique
Sauf indication contraire, les informations mentionnées dans cette section peuvent être confirmées par la base de données cinématographiques IMDb,  présente dans la section « Liens externes ».
- Titre original et français : La casa de papel
- Titre au Québec : La Maison de papier
- Titre anglais international : Money Heist
- Création : Álex Pina
- Réalisation : Jesús Colmenar, Alex Rodrigo, Alejandro Bazzano, Miguel Ángel Vivas Quintas et Javier Quintas
- Scénario : Esther Martínez Lobato, Javier Gómez Santander, Pablo Roa, Fernando Sancristóval, David Barrocal et Esther Morales
- Musique : Manel Santisteban et Iván Martínez Lacámara
  - Paroles et interprétation de la chanson du générique de début (My Life Is Going On (en)) : Cecilia Krull
- Direction artistique : Ibrahim Zoubir
- Décors : Carmen Alonso et Manuel Martínez (assistant)
- Costumes : Rosa Solano
- Photographie : Miguel Ángel Amoedo
- Montage : Luis Miguel González Bedmar, Verónica Callón, David Pelegrín, Regino Hernández, Raquel Marraco, Raúl Mora et Patricia Rubio
- Effets spéciaux : Juan Antonio Gómez
- Production :
  - Supervision de la production : Jesús Colmenar, Sonia Martínez et Álex Pina ; Nacho Manubens et Esther Martínez (coproducteur)
  - Production déléguée : Pedro García Caja
- Sociétés de production : Vancouver Media, Atresmedia
- Sociétés de distribution : Antena 3 (Espagne, télévision) ; Netflix (monde)
- Pays d'origine :  Espagne
- Langue originale : espagnol
- Format : couleur - 16:9 - Dolby Digital
- Genre : drame, braquage, thriller, suspense
- Durée : 50 à 70 minutes environ par épisode

## Diffusion
| Partie | Épisodes | Épisodes | Diffusion originale (Antena 3) | Diffusion originale (Antena 3) |
| Partie | Épisodes | Épisodes | Début de diffusion             | Fin de diffusion               |
| ------ | -------- | -------- | ------------------------------ | ------------------------------ |
| 1      | 15       | 9        | 2 mai 2017                     | 27 juin 2017                   |
| 2      | 15       | 6        | 16 octobre 2017                | 23 novembre 2017               |

| 1 | 1 | 22 | 13 | 20 décembre 2017                                       |
| 1 | 2 | 22 | 9  | 6 avril 2018                                           |
| 2 | 3 | 26 | 8  | 19 juillet 2019                                        |
| 2 | 4 | 26 | 8  | 3 avril 2020                                           |
| 2 | 5 | 26 | 10 | Volume 1 : 3 septembre 2021 Volume 2 : 3 décembre 2021 |

### Diffusion originale sur Antena 3 (2017)
La version originale, découpée en deux parties et en quinze épisodes de 70 minutes, a été diffusée entre le 2 mai 2017 et le 23 novembre 2017 sur Antena 3.
| Partie 1 | Partie 1                    | Partie 1           | Partie 1           |
| No       | Titres des épisodes         | Réalisateur        | Dates de diffusion |
| -------- | --------------------------- | ------------------ | ------------------ |
| 1        | Efectuar lo acordado        | Jesús Colmenar     | 2 mai 2017         |
|          | Imprudencias letales        | Miguel Ángel Vivas | 9 mai 2017         |
| 3        | Errar al disparar           | Álex Rodrigo       | 16 mai 2017        |
| 4        | Caballo de Troya            | Alejandro Bazzano  | 23 mai 2017        |
| 5        | El día de la marmota        | Jesús Colmenar     | 30 mai 2017        |
| 6        | La Cálida Guerra Fria       | Miguel Ángel Vivas | 6 juin 2017        |
| 7        | Refrigerada Inestabilidad   | Álex Rodrigo       | 13 juin 2017       |
| 8        | Tú lo has buscado           | Alejandro Bazzano  | 20 juin 2017       |
| 9        | El que la sigue la consigue | Jesús Colmenar     | 27 juin 2017       |

| Partie 2 | Partie 2                 | Partie 2                       | Partie 2           |
| No       | Titres des épisodes      | Réalisateur                    | Dates de diffusion |
| -------- | ------------------------ | ------------------------------ | ------------------ |
| 10       | Se acabaron las máscaras | Álex Rodrigo                   | 16 octobre 2017    |
| 11       | La cabeza del plan       | Alejandro Bazzano              | 23 octobre 2017    |
| 12       | Cuestión de eficacia     | Álex Rodrigo                   | 2 novembre 2017    |
| 13       | ¿Qué hemos hecho?        | Jesús Colmenar et Alex Rodrigo | 9 novembre 2017    |
| 14       | A contrarreloj           | Alejandro Bazzano              | 16 novembre 2017   |
| 15       | Bella Ciao               | Jesús Colmenar et Alex Rodrigo | 23 novembre 2017   |

### Diffusion mondiale sur Netflix (Depuis 2017)
Sur Netflix, la série est découpée en deux saisons, comprenant elles-mêmes plusieurs parties. La première saison est divisée en deux parties comportant, au total, vingt-deux épisodes de 50 minutes, et sa mise en ligne sur la plateforme s'est étalée entre le 20 décembre 2017 et le 6 avril 2018. La deuxième saison est divisée en trois parties ; les deux premières comportent, au total, seize épisodes de 50 minutes, et ont été diffusées entre le 19 juillet 2019 et le 3 avril 2020 ; la dernière partie a été mise à disposition à partir du 3 septembre 2021 pour les cinq premiers épisodes et du 3 décembre 2021 pour les cinq derniers.
Netflix a également diffusé un documentaire sur la série, intitulé La casa de papel : le phénomène, qui indique que la première saison n'a pas été très bien reçue en Espagne, où l'audimat a drastiquement baissé. Netflix a cependant racheté les deux premières saisons pour les ajouter à sa liste de productions internationales. Sans publicité, Netflix a permis à cette série de se faire connaître à l'international et ainsi d'augmenter sa visibilité et sa popularité. Netflix a pu prolonger le contrat de la série de deux autres saisons grâce à ce gain de popularité. La casa de papel est désormais associée mondialement aux masques de Dalí et à la chanson Bella ciao. Ces éléments ont été repris durant des manifestations festives et politiques.

## Épisodes

### Première saison (2017-2018)
Netflix a acquis les droits de la série et a diffusé la première partie dès le 20 décembre 2017 dans le monde entier.
Pour correspondre aux formats internationaux, les épisodes ont été redécoupés. En effet, les 9 épisodes de 70 minutes de la première partie ont été répartis en 13 épisodes de 40–50 minutes. La seconde partie, contenant initialement 6 épisodes, est diffusée quant à elle en 9 épisodes par Netflix à partir du 6 avril 2018.
Ce redécoupage a entraîné une confusion, les spectateurs de Netflix se plaignant que seulement 13 épisodes soient diffusés sur les 15 originaux. Aujourd'hui encore, la plupart des bases de données (dont PLEX et Emby) confondent encore la partie 2 et la partie 3. Heureusement, la longueur des épisodes et le décompte des heures donné dans la série permettent de lever tout doute.
| 1  | 1  | Épisode 1  | 14 | 1 | Épisode 1 |
| 2  | 2  | Épisode 2  | 15 | 2 | Épisode 2 |
| 3  | 3  | Épisode 3  | 16 | 3 | Épisode 3 |
| 4  | 4  | Épisode 4  | 17 | 4 | Épisode 4 |
| 5  | 5  | Épisode 5  | 18 | 5 | Épisode 5 |
| 6  | 6  | Épisode 6  | 19 | 6 | Épisode 6 |
| 7  | 7  | Épisode 7  | 20 | 7 | Épisode 7 |
| 8  | 8  | Épisode 8  | 21 | 8 | Épisode 8 |
| 9  | 9  | Épisode 9  | 22 | 9 | Épisode 9 |
| 10 | 10 | Épisode 10 |    |   |           |
| 11 | 11 | Épisode 11 |    |   |           |
| 12 | 12 | Épisode 12 |    |   |           |
| 13 | 13 | Épisode 13 |    |   |           |

### Deuxième saison (2019-2021)
Le 18 avril 2018, Netflix annonce la préparation d'une partie 3, qui est sortie le 19 juillet 2019.
Le 3 avril 2020, la quatrième partie est disponible sur la plateforme avec huit nouveaux épisodes.
Netflix annonce une cinquième et ultime partie pour 2021, composée de dix nouveaux épisodes. Ceux-ci sont diffusés en deux « volumes » de cinq épisodes, qui sortent à deux dates différentes.
| 23 | 1  | On est de retour               | Hemos vuelto                | 31                         | 1                          | Game Over             | Game Over           | 39 | 1 | Au bout du rouleau               | El final del camino         |
| 24 | 2  | Aïkido                         | Aikido                      | 32                         | 2                          | Le Mariage de Berlin  | La boda de Berlin   | 40 | 2 | Tu crois en la réincarnation ?   | ¿Crees en la reencarnación? |
| 25 | 3  | 48 mètres sous terre           | 48 metros bajo el suelo     | 33                         | 3                          | La Leçon d'anatomie   | Lección de anatomia | 41 | 3 | Bienvenue au spectacle de la vie | El espectáculo de la vida   |
| 26 | 4  | L'Heure du dauphin             | La hora del delfín          | 34                         | 4                          | Paso-doble            | Suspiros de España  | 42 | 4 | Ta place au paradis              | Tu sitio en el cielo        |
| 27 | 5  | Boum, boum, ciao               | Bum, bum, ciao              | 35                         | 5                          | Cinq minutes plus tôt | 5 minutos antes     | 43 | 5 | Vis tes vies                     | Vivir muchas vidas          |
| 28 | 6  | Plus rien n'avait d'importance | Todo pareció insignificante | 36                         | 6                          | KO technique          | KO tecnico          | 44 | 6 | Trop de pression                 | Válvulas de escape          |
| 29 | 7  | Petites Vacances               | Pequeñas vacaciones         | 37                         | 7                          | Frapper le QG         | Tumbar la carpa     | 45 | 7 | Science optimiste                | Ciencia ilusionada          |
| 30 | 8  | La Dérive                      | La deriva                   | 38                         | 8                          | Le Plan Paris         | Plan Paris          | 46 | 8 | La Théorie de l'élégance         | La teoría de la elegancia   |
|    |    | 47                             | 9                           | Confidences sur l'oreiller | Lo que se habla en la cama |                       |                     |    |   |                                  |                             |
| 48 | 10 | Une tradition familiale        | Una tradición familiar      |                            |                            |                       |                     |    |   |                                  |                             |

## Univers de la série

### Clins d’œil
- Dans son clip Sheguey 12[18], le rappeur Gradur s'est habillé avec les combinaisons des protagonistes de la série.
- En mai 2018, un restaurant rapide de Villeurbanne « La Casa del Burger »[19] nomme ses burgers avec les noms des personnages de la série, et le personnel sert les clients vêtu des combinaisons portées par les personnages de la série.
- Dans l'épisode 5 de la saison 2 de la série Élite, on peut voir un court instant des jeunes habillés vêtus de tenues rouges et de masques de Dalí. D'ailleurs les deux séries se partagent les acteurs María Pedraza, Miguel Herrán et Jaime Lorente dans les rôles principaux[20].

### Anecdotes

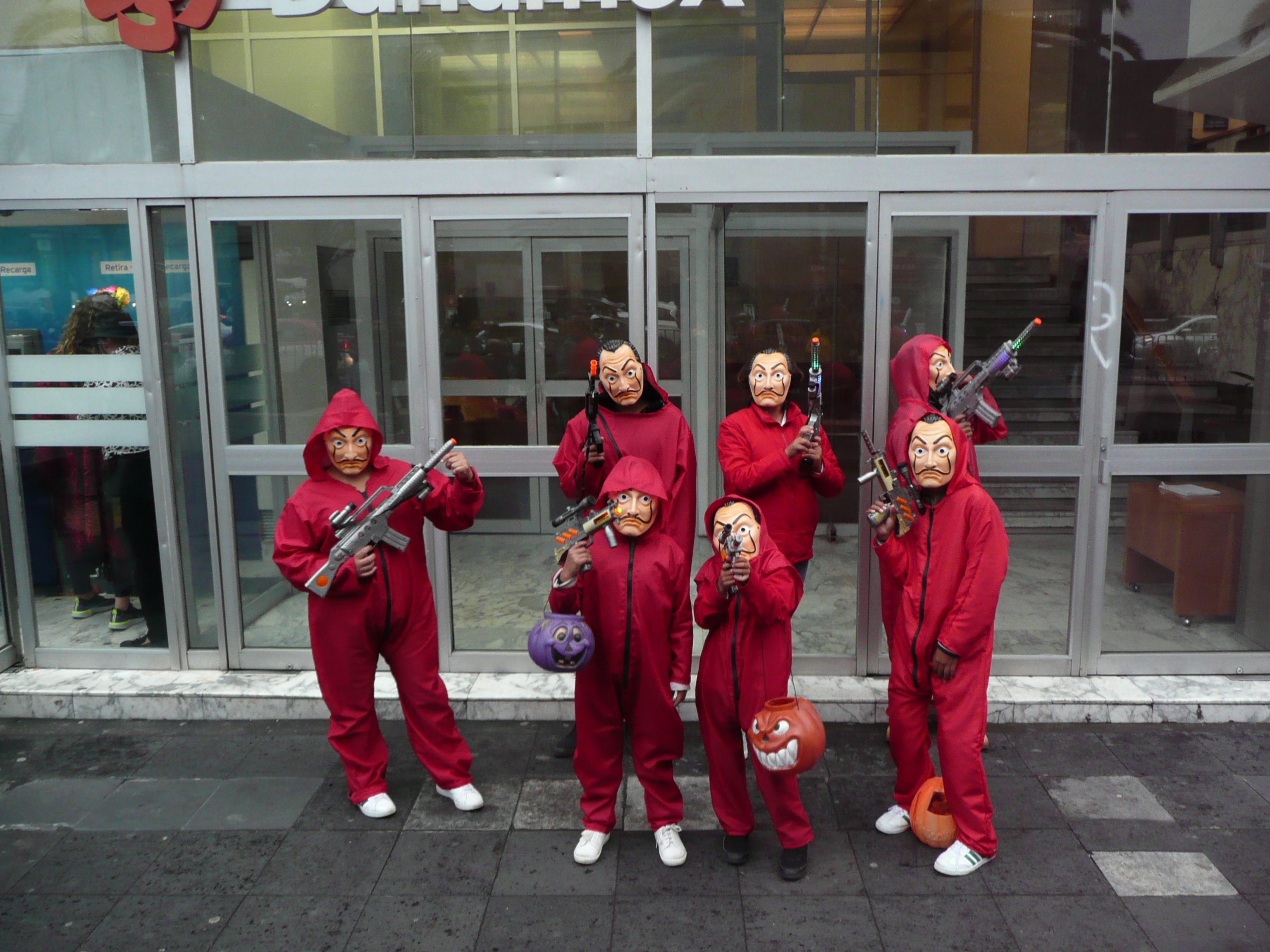
Cosplay de La casa de papel durant Halloween à Mexico en 2019.

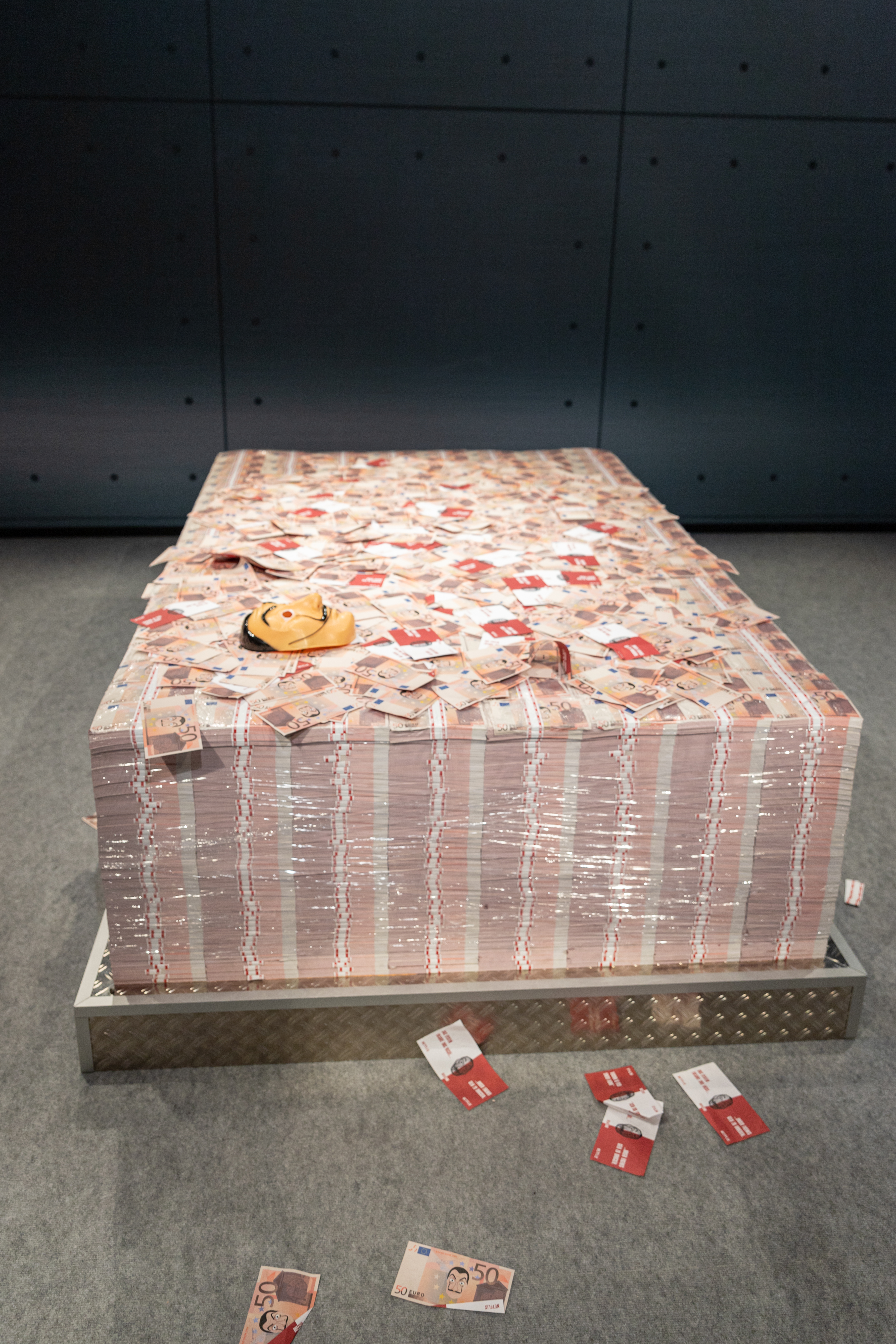
Tas de billets de 50 euros de La casa de papel exposé lors du Gamescom en 2019.

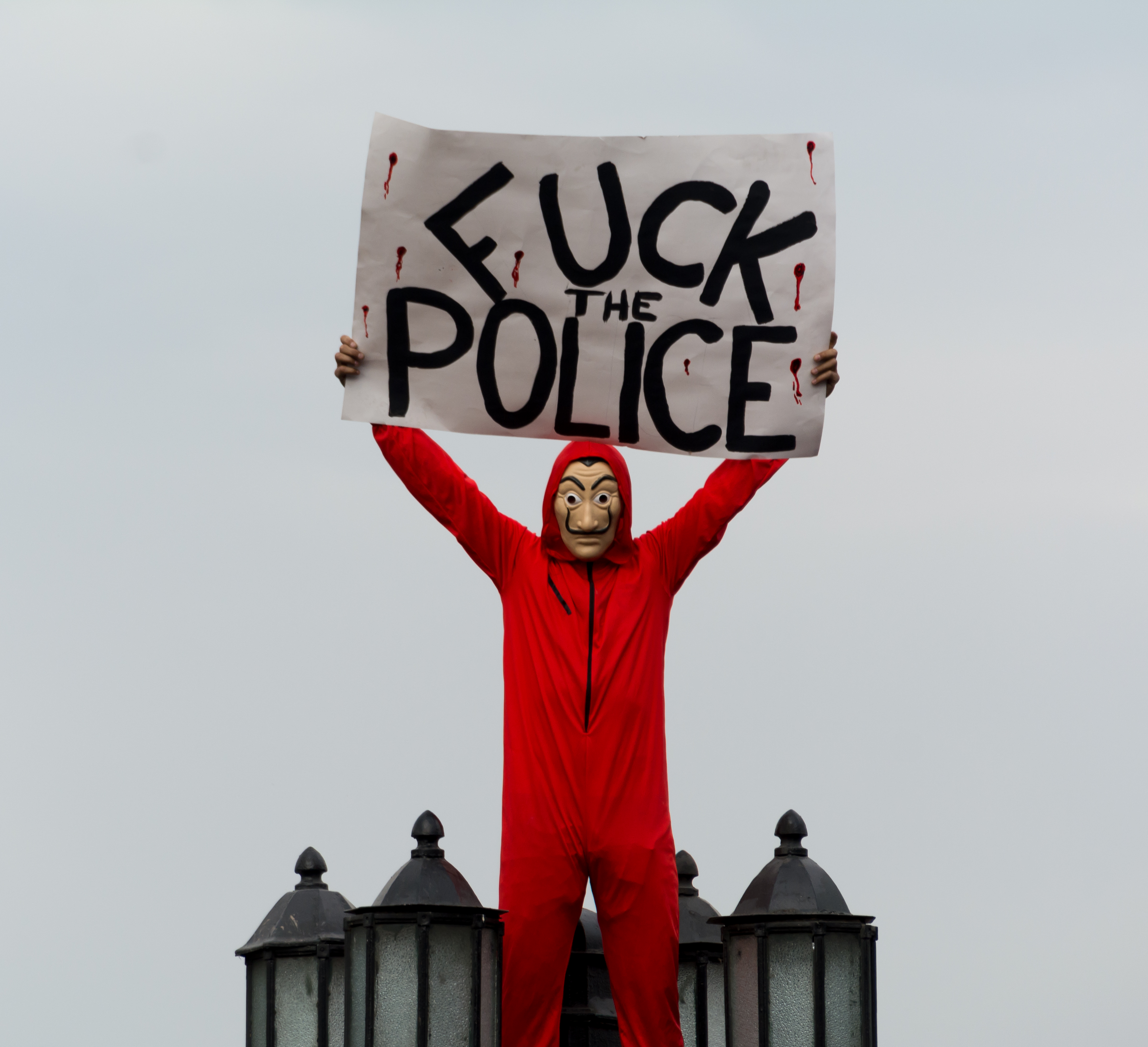
Manifestant chilien vêtu d'un costume de La casa de papel à Santiago en 2019.

- Au départ, la série devait s’intituler « Los Desahuciados » (« Les Expulsés »), étant donné que les protagonistes sont en cavale[21].
- Le Professeur devait initialement recruter des personnes atteintes d’une maladie en stade terminal. L’idée a finalement été abandonnée, sauf pour un personnage[21].
- À l'origine, les personnages devaient porter des noms de planètes, mais au début du tournage, Álex Pina, le créateur, portait un T-shirt avec la mention « Tokyo ». Jesús Colmenar, l'un des producteurs, a alors eu l'idée de donner des noms de villes aux personnages. Une référence est glissée dans le tout premier épisode, quand Rio propose à Denver de s'appeler Mars et Uranus respectivement, ce que Denver désapprouve, n'aimant pas la rime possible avec Uranus. Le professeur leur demande alors de choisir des noms de villes.[réf. nécessaire]
- Les faux billets utilisés dans la série sont fabriqués grâce au recyclage du quotidien espagnol ABC[21].
- Le personnage de Tokyo est inspiré de celui de Matilda, joué par Natalie Portman dans Léon[21].
- La Fabrique nationale de la monnaie a refusé de renseigner l’équipe de scénaristes sur son fonctionnement. Pour comprendre les rouages de l’institution, ils ont donc dû mener l’enquête de leur côté. Après coup, la Fabrique n’a d’ailleurs pas apprécié l’image de sa faible sécurité donnée par la série[21].
- Pour jouer son rôle à la perfection, Álvaro Morte (Le Professeur) a dû prendre des cours d’origami[21].
- Les scènes se déroulant à l’extérieur de la Fabrique de la monnaie et du timbre ont été tournées devant le bâtiment du Conseil supérieur de la recherche scientifique[22], et les scènes se déroulant à l’intérieur ont été tournées en plateau de tournage : « Il a fallu plus de trois mois et une quarantaine de professionnels pour reconstituer les décors de la Fabrique »[23].
- Les masques utilisés pour le cambriolage montrent le visage du célèbre peintre Salvador Dalí, figure importante du courant surréaliste. Un autre type de masque, inspiré par Le Cri d'Edvard Munch, fait également son apparition lors d'un épisode.
- Jaime Lorente et María Pedraza, interprètes de Denver et Alison Parker, se sont rencontrés sur le tournage de la série avant d'être en couple[réf. nécessaire].
- Outre les noms de ville qui leur servent de pseudonymes, plusieurs braqueurs possèdent d'autres fausses identités. Helsinki et Oslo sont connus des services de police comme Yashin Dasáyev et Dimitri Mostovói, alors que leurs vrais noms sont Mirko et Radko Dragić. Par ailleurs, bien que Denver dise s'appeler Ricardo, il est identifié comme Daniel Ramos. Quant au « Professeur », si son vrai nom est Sergio Marquina, il se fait aussi appeler Salvador « Salva » Martín lors des parties 1 et 2.
- La chanson «Bella Ciao » représente pour Álex Pina un symbole antifasciste[23].
- Au départ, le personnage de Tokyo est supposé être une femme dans la quarantaine, mais l’actrice Úrsula Corberó donne une si bonne performance dans son audition que les scénaristes réécrivent le personnage en fonction de sa personnalité[23].
- Álvaro Morte, alias le professeur a dû passer 5 auditions avant d’être sélectionné pour la série. Il s’est inspiré du personnage interprété par George Clooney dans le film Ocean’s Eleven[23].
- Le footballeur brésilien du Paris Saint-Germain Neymar fait quelques apparitions dans cette série sous le nom du moine João[24].
- La série a un remake sud-coréen, Money Heist : Korea – Joint Economic Area, sorti en 2022.

## Accueil

### Audiences
| Saisons | Parties | Épisodes | Date de début   | Date de fin      | Audiences espagnoles | Audiences espagnoles | Audiences espagnoles |
| Saisons | Parties | Épisodes | Date de début   | Date de fin      | Spectateurs          | PDM (part de marché) |                      |
| ------- | ------- | -------- | --------------- | ---------------- | -------------------- | -------------------- | -------------------- |
| 1       | 1       | 9        | 2 mai 2017      | 27 juin 2017     | 2 693 000            | 16,6 %               |                      |
| 1       | 2       | 6        | 16 octobre 2017 | 23 novembre 2017 | 1 688 000            | 11,1 %               |                      |
| Total   | Total   | 15       |                 |                  | 2 291 000            | 14,4 %               |                      |

| Saisons | Parties | Épisodes | Date de début    | Date de fin      | Audiences mondiales | Audiences mondiales | Audiences mondiales |
| Saisons | Parties | Épisodes | Date de début    | Date de fin      | Spectateurs         | PDM                 |                     |
| ------- | ------- | -------- | ---------------- | ---------------- | ------------------- | ------------------- | ------------------- |
| 1       | 1       | 13       | 20 décembre 2017 | 20 décembre 2017 |                     |                     |                     |
| 1       | 2       | 9        | 6 avril 2018     | 6 avril 2018     |                     |                     |                     |
| 2       | 3       | 8        | 19 juillet 2019  | 19 juillet 2019  | 34 355 956          |                     |                     |
| 2       | 4       | 8        | 3 avril 2020     | 3 avril 2020     |                     |                     |                     |
| 2       | 5       | 10       | 3 septembre 2021 | 3 décembre 2021  |                     |                     |                     |
| Total   | Total   | 48       |                  |                  |                     |                     |                     |

La casa de papel est, après 13 Reasons Why, la deuxième série la plus regardée en VOD en France en 2018 avec 31,1 millions de visionnages.

### Distinctions
| Année | Prix                      | Catégorie                                            | Nomination     | Résultat   |
| ----- | ------------------------- | ---------------------------------------------------- | -------------- | ---------- |
| 2018  | Prix Feroz                | Meilleure série dramatique                           |                | Nomination |
| 2018  | Prix Feroz                | Meilleure actrice dans une série                     | Úrsula Corberó | Nomination |
| 2018  | Prix Feroz                | Meilleur acteur dans une série                       | Álvaro Morte   | Nomination |
| 2018  | Prix Feroz                | Meilleure actrice dans un second rôle dans une série | Alba Flores    | Nomination |
| 2018  | Prix Feroz                | Meilleur acteur dans un second rôle dans une série   | Paco Tous      | Nomination |
| 2018  | Fotogramas de Plata       | Meilleur acteur dans une série                       | Pedro Alonso   | Nomination |
| 2018  | Fotogramas de Plata       | Meilleure série espagnole                            |                | Nomination |
| 2018  | International Emmy Awards | Meilleure série dramatique                           |                | Lauréat    |

### Documentaires
- 2020 : La casa de papel : le phénomène (La casa de papel: El fenómeno), réalisé par Luis Alfaro et Pablo Lejarreta, diffusé sur Netflix
- 2021 : La casa de papel : de Tokyo à Berlin (La casa de papel: De Tokio a Berlín) (en deux épisodes), réalisé par Luis Alfaro, Javier Gómez Santander et María Signes, diffusé sur Netflix